# Trichoniscoides vandeli
Trichoniscoides vandeli är en kräftdjursart som beskrevs av Henri Dalens 1966. Trichoniscoides vandeli ingår i släktet Trichoniscoides och familjen Trichoniscidae. Inga underarter finns listade i Catalogue of Life.